# Neoschizonobiella formosana
Neoschizonobiella formosana är en spindeldjursart som beskrevs av Tseng 1990. Neoschizonobiella formosana ingår i släktet Neoschizonobiella och familjen Tetranychidae. Inga underarter finns listade i Catalogue of Life.